# Órlaith íngen Cennétig
Órlaith íngen Cennétig, död 941, var drottning av Irland 918-941 som gift med kung Donnchad Donn.
Hon var dotter till Cennétig mac Lorcáin och syster till Brian Boru. 
Hon dömdes för äktenskapsbrott med sin styvson Óengus mac Donnchad Donn och avrättades med okänd metod år 941. 